# پت جنینگز
پت جنینگز (انگلیسی: Pat Jennings؛ زادهٔ ۱۲ ژوئن ۱۹۴۵) یک بازیکن فوتبال، و دروازه‌بان اهل ایرلند شمالی است.
از باشگاه‌هایی که در آن بازی کرده‌است می‌توان به باشگاه فوتبال واتفورد، باشگاه فوتبال آرسنال، و باشگاه فوتبال تاتنهام هاتسپر اشاره کرد.